# Edouard Chappel
Edouard Chappel (soms ook geschreven als Edward Chappell) (Antwerpen, 24 oktober 1859 - Cagnes-sur-Mer, 1946) was een kunstschilder geboren in de Belgische stad Antwerpen.
De schilder beeldde stillevens en diervoorstellingen uit.

## Levensloop
Chappel werd in Antwerpen geboren uit Engelse ouders. Hij studeerde aan de Koninklijke Academie voor Schone Kunsten van Antwerpen. 
Chappel was actief in Londen en vanaf 1924 tot aan zijn dood in 1946 woonde en werkte hij in Zuid-Frankrijk.
Hij was getrouwd met bloemenschilderes Alice Chappel.

## Musea
- Koninklijk Museum voor Schone Kunsten Antwerpen

- RKD-Nederlands Instituut voor Kunstgeschiedenis: 16390
- Union List of Artist Names: 500008359
- Virtual International Authority File: 95732034